# ポルトベロ
ポルトベーロ（Portobelo）は、パナマのコロン県の港町である。パナマ地峡の北部に位置する。かつてはプエルト・ベージョ（Puerto Bello）という名だった。

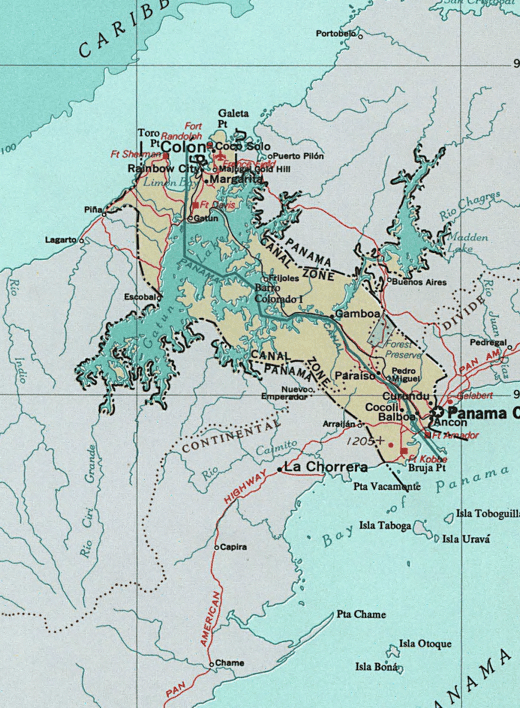
パナマ運河の地図。ポルトベロは地図の上の端にある

ポルトベーロの建設は1597年のことだった。18世紀まではスパニッシュ・メインのヌエバ・グラナダ副王領における銀の重要な積出港で、スペインインディアス艦隊の寄港地の一つだった。
ポルトベーロの町は、ヘンリー・モーガン船長の悪名高い略奪行為の犠牲になったこともあった。モーガンは1668年に私掠船の船団を率いて、450人でポルトベーロを攻略した。ポルトベーロは優れた要塞をもっていたにもかかわらず、モーガンは14日に渡り占領し、略奪行為に及び、金目のものはほとんど根こそぎ奪い去って行った。
1739年11月21日に、港町は再びイギリス艦隊の襲撃を受け、占領された（ポルトベロの戦い）。ジェンキンスの耳の戦争中のことで、この時はエドワード・ヴァーノンが率いていた。彼は3週間かけてポルトベーロの要塞など主だった建造物を爆破した。
ヴァーノンは1741年にカルタヘナ・デ・インディアスで撃退されたが、この戦いがスペイン貿易体制の脆弱性をはっきりと示したことから、その抜本的な変化が行われた。スペイン人は、少ない港に大型船を寄港させるやり方から、様々な港に小型船を寄港させる交易に切り替えたのである。さらに、西海岸での貿易を模索し、ホーン岬周辺を巡るようになった。こうした転換は、主要港であったポルトベーロの経済に深刻な影響を及ぼし、パナマ運河建設まで立ち直ることはなかった。
今日のポルトベーロは人口5000人にも満たない（2010年時点の人口は4559人）物静かな町である。奥行きのある自然港を持つこの町には、かつて主要貿易港だった時代に築かれた要塞群がある。それらは、近隣のサン・ロレンソ要塞とともに、1980年にユネスコの世界遺産に登録された。